# Castell de Navarrés
El castell de Navarrés, a la província de València (Espanya), és una fortalesa d'origen musulmà de petites dimensions, que es localitza en un turó d'escassa alçada proper a la població.

## Descripció
La fortalesa de planta rectangular allargada i petites dimensions, s'assenta sobre un cim horitzontal, en un petit esperó rocós que domina la llera del riu Xúquer, adaptant-se al terreny. Si bé es troba en ruïna s'observen restes de llenços de muralla i dues de les seves torrasses de planta quadrada.